# 大番役
大番役（おおばんやく）は、平安時代後期から室町時代初期にかけて、地方の武士に京を、鎌倉時代に入ってからは京と鎌倉の警護を命じたもの。
鎌倉時代の武家法である御成敗式目が制定されると、大犯三ヶ条において御家人の職務として明文化された。鎌倉時代以降は、各国に振り分けられ、各守護が責任者となり、国内の御家人に振り分けして指揮に当たった（大番催促）。その後南北朝時代に廃れた。

## 京都大番役
京都の皇居や院など（のちに摂関家も）の警備に当たる職務を京都大番役という。地方の武士にとっては負担が大きく、その期間は平安時代には3年勤務であったが、源頼朝が半年勤務に短縮し、公家に対して武家の優位が確定する鎌倉時代中期になると3ヶ月勤務と大幅に短縮された。
しかしながら、平安時代末期においては地方の武士が中央の公家と結び付きを持つ機会であり、大番役を通して官位を手にする事が出来た。つまり自らが在地している国の介・権介・掾に任命してもらう事で在庁官人としての地位を手にし、支配権を朝廷の権威に裏打ちしてもらうと言う利点があった。また、歌などの都の文化を吸収し、それを地方に持ち帰ることもあったようである。
逆に短所や不安材料として、こうした大番役は惣領に限らずその子が請け負う事もあったが、子が京にいる間に惣領が亡くなった場合、地元で弟・叔父などが勝手に惣領の地位を収奪してしまう、という事態が起きることもあった（例：上総広常）。また、惣領である父が京にあって子が地元にいる場合、地元で騒乱があっても迅速な対応が出来かねるということもあった（例：畠山重忠）。

## 鎌倉大番役
鎌倉の幕府（将軍御所や侍所などの施設を含む）を警備する役目を鎌倉大番役という。御恩と奉公の奉公に当たる。御恩と奉公によって導き出される封建制の中にあって、幕府に仕える御家人にとっては当然の職務となる。